# Емоджі Муві
Мультфільм «Емоджі муві» (англ. Emoji movie: Express Yourself) розкриває небачені раніше секрети світу всередині вашого смартфона. Заховане там місто СМСковіль населяють метушливі емоджі (смайли), які з кожним днем чекають, поки ви виберете їх у ваших повідомленнях. У цьому світі у кожної емодзі тільки одна роль, за винятком Геника, дуже буйного смайла, який народився без фільтра і може висловлювати купу емоцій одночасно.
Бажаючи стати таким же «нормальним» як всі інші, Геник заручається підтримкою кращого друга Дай П'ять і сумнозвісного зломщика кодів Терабайтки. Разом вони починають свою подорож крізь додатки на смартфоні, кожне з яких має свій власний світ. Так вони хочуть знайти скрипт, щоб полагодити Геника і зробити його звичайним. Але коли над телефоном нависає серйозна загроза, доля всіх емодзі у небезпеці. Врятувати їх може тільки команда несхожих, у прямому сенсі цього слова, один на одного смайлів. Чи встигнуть вони врятувати свій світ до того, як його зітруть назавжди?
Не зважаючи на те, що фільм зібрав $217 мільйонів по всьому світу, він був негативно сприйнятий як критиками, так і глядачами, які критикували сценарій, гумор, нав'язливий продакт-плейсмент, озвучування, брак оригінальності та сюжет. Він навіть спромігся отримати негативні відгуки ще до прем'єри. Декілька ЗМІ назвали його одним з найгірших фільмів 2017 року та одним з найгірших анімаційних фільмів всіх часів. На 38-ій церемонії нагород Золота Малина, він отримав нагороду в чотирьох категоріях: найгірший фільм, найгірший режисер, найгірша екранна комбінація та найгірший сценарій, що зробило його першим анімаційним фільмом який отримав та переміг у цих категоріях.

## Сюжет

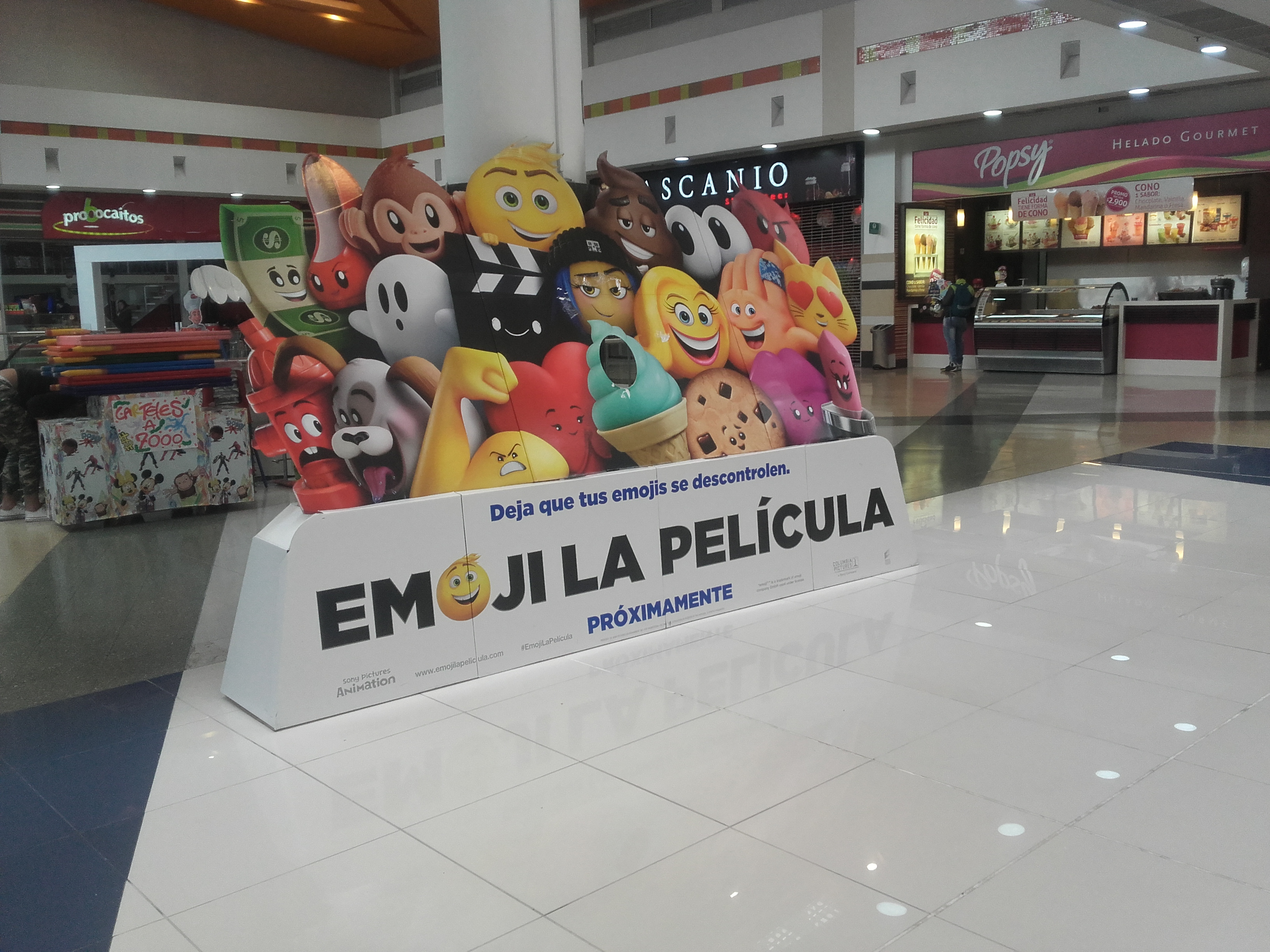
Головні герої мультиплікації

Геник – емоджі, який живе у СМСковілі, цифровому місті всередині телефона, яким користується підліток на ім'я Алекс. Він син двох емоджі "тю" Тихона та Теклі, але він спроможний виражати різні емоції, в протилежність виховання батьками. Через це батьки сумніваються, що йому треба влаштовуватися на роботу, але Геник наполягає, що він буде почуватися потрібним, якщо буде працювати. Отримавши повідомлення від дівчини, яка йому подобається, Алекс вирішує надіслати їй емоджі. Але коли вибір впадає на Геника, той починає панікувати, робить панічне емоджі та ламає СМС-центр. Геника визиває до себе Смайла – усміхнена емоджі та супервайзер СМС-центру – яка говорить, що Геник "зламаний" і потому має бути вилучений. За Геником женуться боти, але його рятує емоджі Дай П'ять, який був колись популярний, але втратив свою славу, через брак використання. Він каже Генику, що його можна виправити і для цього треба знайти хакера. Дай П'ять супроводжує його, в надії повернути собі славу.
Смайла посилає ще більше ботів, щоб знайти Геника, коли дізнається, що він покинув СМСковіль і його дії змусили Алекса думати, що телефон зламався та його треба віднести до сервісного центру. Геник і Дай П'ять приходять до пиратського додатку, де вони зустрічають емоджі-хакера на ім'я Терабайтка, яка хоче дістатися додатку Dropbox, щоби жити у хмарі. Трійцю атакують боти Смайли, але вони втікають до гри Candy Crush. Терабайтка розповідає Генику, що його можна виправити в хмарі і вони всі разом направляються до додатку Just Dance. Коли вони танцюють викривається, що Терабайтка це емоджі принцеси, яка покинула домівку через те, що її сприймали стереотипно. Їх знову атакують боти і їх дії змушують Алекса видалити додаток Just Dance. Геник та Терабайтка втікають, але Дай П'ять потрапляє, разом з додатком, до кошика.
Тихон та Текля всюди шукають Геника і мляво сперечаються та розстаються. Пізніше вони зустрічаються в додатку Instagram де Тихон, виправдовуючи Геника, признається що він теж "зламаний", після чого вони міряться. Подорожуючи крізь додаток Spotify, Терабайтка визнає, що Геник подобається їй таким, яким він є, і що йому не потрібно соромитися своєї незвичності. Вони починають закохуватись один в одного та Геник починає сумніватися в своєму рішенні змінити себе. Поволі вони добираються до кошика, де і рятують Дай П'ять, але раптом їх атакує бот, поліпшений за допомогою шкідливого програмного забепечення. Вони заплутують йому руки та входять до додатку Dropbox, де їх зустрічає фаєрвол. Після багатьох спроб трійця всеж-таки проходить його, вгадуючі пароль – це ім'я дівчини Еллі, що подобається Алексу. Потрапляючи до хмари, Терабайтка готується до перепрограмування Геника. Геник зізнається в своїх почуттях до Тербайтки, але вона хоче дотримуватися плану подорожі до хмари, що повертає Геника до апатичного стану через розбите серце. Раптово, поліпшений бот проникає до хмари і захоплює Геника, змушуючи Дай П'ять та Терабайтку наздоганяти їх, разом з птахом із Твіттера, призваним Терабайткою в образі принцеси.
Доки Смайла готувалася видалити Геника, прибувають Тихон та Текля. Текля викриває, що Тихон теж збійний емоджі, що спонукає Смайлу погрожувати йому вилученням. Терабайтка і Дай П'ять прибувають та виключають бота, який падає на Смайлу зверху. В цей час Алекс приніс телефон до магазину. Він має надію, що скидання до заводських налаштувань відновить правильну роботу його телефону. Але це, також, призведе до повного знищення світу, в якому живе Геник, як тільки ця процедура буде завершена. В розпачі, Геник готується відправити повідомлення до Еллі, роблячи багато виразів обличчя. Алекс, усвідомивши, що Еллі отримала повідомлення від нього, відміняє процес скидання, за мить до його завершення, врятувавши, таким чином, світ емоджі. Після чого, нарешті, наважується заговорити з Еллі, якій сподобався емоджі надісланий Алексом. Геник приймає себе таким, як він є, з чим його і вітають усі інші емоджі.
В середині титрів нам показують, що Смайла вилетіла до "кімнати відпочинку невдах" до інших забутих та непотрібних емоджі за її злочини, де вона грає та програє в карти. Також вона носить брекети через те, що на неї впав бот і всі зуби в неї потріскалися.

## Український дубляж
Оля Полякова «подарувала» свій голос одному з головних героїв анімаційної сімейної комедії «Емоджі Муві». Для Суперблондинки даний досвід став першим у творчій біографії, але подарував співачці масу нових вражень. Більш того, своєю роботою Оля Полякова привела у захват власних дітей.
За словами самої Полякової: «Я перевтілююсь на феноменальну стерву, яка постійно кричить, сміється, пищить та посміхається. У ролі Смайли голосу дійсно є де розвернутися, і я намагалася зробити героїню дійсно прикольною. Коли мої діти дізналися, що я буду дублювати роль в «Емоджі Муві», вони були у дикому захваті. Ми всією сім'єю збираємося на прем'єру, я впевнена, що результатом залишаться задоволені абсолютно всі».
Партнером Полякової став Антон Савлепов – фронтмен групи «АГОНЬ». Він зазначає, що немовби візуально дав п'ять малому собі крізь час і простір, оскільки завжди мріяв озвучити мультик.

## Відгуки кінокритиків

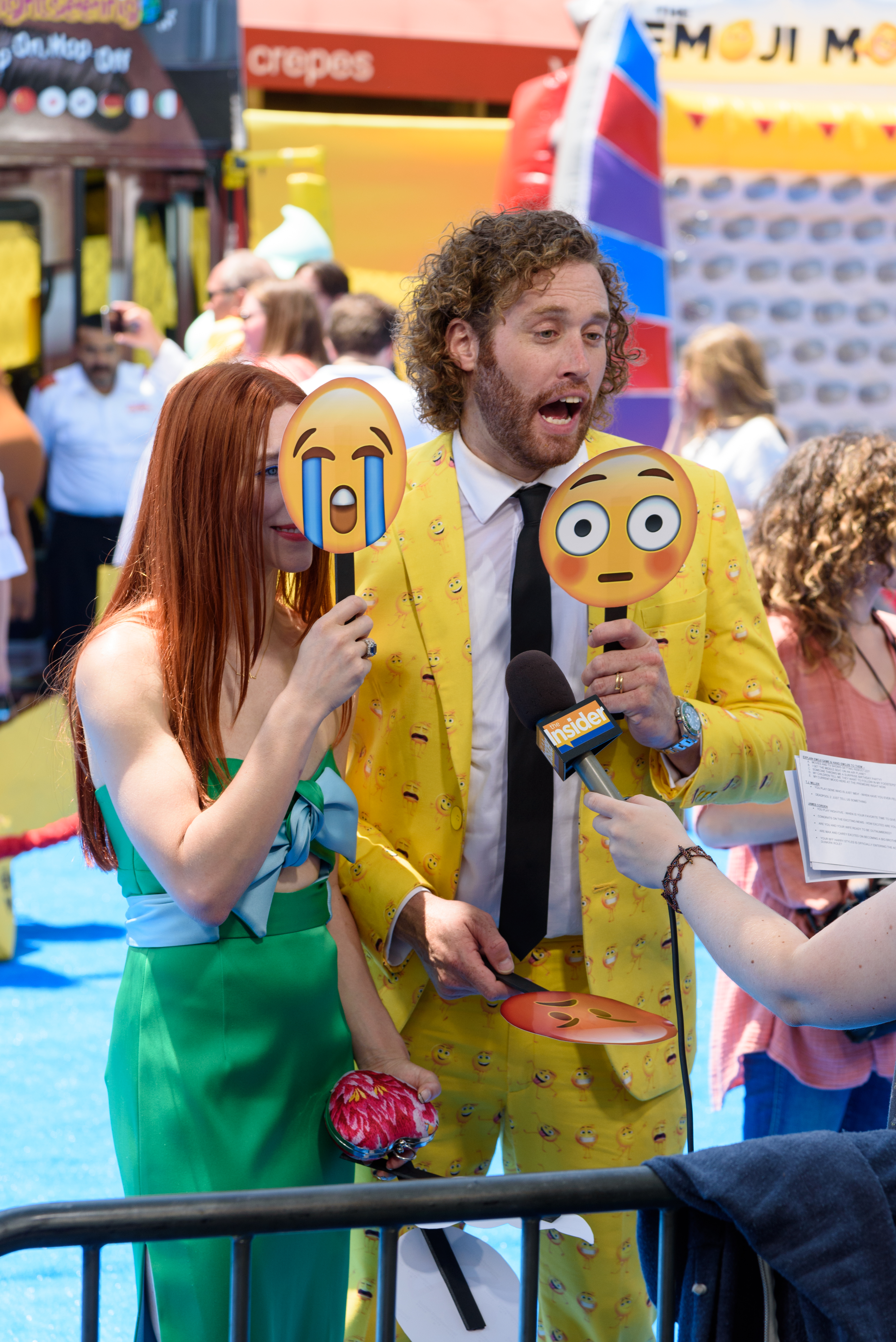

Емоджі Муві був повсюдно негативно оцінений як критиками, так і глядачами. З 90 рецензій зарубіжних критиків на сайті Rotten Tomatoes позитивними виявилися лише 8 %, що на 2 % менше, ніж у горезвісних «П'ятдесят відтінків темряви». На цьому фоні 17 % позитивних рецензій «Темної вежі» виглядають вже не так і погано (ні, все-таки погано, але від звання найгіршого фільму літа «Емоджі Муві» точно врятував невдалу екранізацію фентезі Стівена Кінга).
Критик Гленн Кенні з New York Times пише, що «Емоджі Муві» «не може уникнути власного ідіотства».
Девід Ерліх з indieWire повідомляє, що мультфільм від Sony Pictures є «майже таким же поганим і депресивним, як і весь 2017 рік».
Емілі Йошида з Vulture каже, що це «один з найбільш темних фільмів», які вона коли-небудь бачила, при цьому ще й зроблений для дітей.
А Метт Сінгер з ScreenCrush описує «Емоджі Муві» за допомогою емоджі какашки, яка, до речі, дійсно з'являється в даному мультфільмі, причому в оригіналі його озвучує Патрік Стюарт.
Звичайні глядачі виявилися не менш розчарованими в цій історії, що розповідає про пригоди кількох емоджі у віртуальному світі смартфонів. Рейтинг мультфільму на сайті IMDb складав влітку 1,8 балів і займає 19-е місце в списку найгірших фільмів усіх часів.
Навіть такі провальні кінокартини, як «Син Маски», «Дуже епічне кіно» і «Джильї» на IMDb зібрали більше 2 балів. А у «Сутінків» і зовсім 5,2 бала.
В українські кінотеатри «Емоджі Муві» вийшов у четвер, 17 серпня 2017.

## Нагороди
| Рік  | Нагорода            | Категорія                                                   | Номінант(и)                                   | Результат |
| ---- | ------------------- | ----------------------------------------------------------- | --------------------------------------------- | --------- |
| 2018 | Black Reel Awards   | Видатне озвучення                                           | Мая Рудольф                                   | Номінація |
| 2018 | Movieguide Awards   | 10 найкращіх сімених фільмів 2017 року                      | Columbia Pictures/Sony Pictures Entertainment | Номінація |
| 2018 | Kids' Choice Awards | Улюблений анімаційний фільм                                 | Емоджі Муві                                   | Номінація |
| 2018 | Золота малина       | Найгірша картина                                            | Мішель Раймо                                  | Перемога  |
| 2018 | Золота малина       | Найгірший режисер                                           | Ентоні Леонідіс                               | Перемога  |
| 2018 | Золота малина       | Найгірша комбінація на екрані                               | Два будь-які набридливі емоджі                | Перемога  |
| 2018 | Золота малина       | Найгірший сценарій                                          | Ентоні Леондіс, Ерік Сігал та Майк Вайт       | Перемога  |
| 2018 | Золота малина       | Номінант на Золоту Малину такий тухлий, що ви його полюбите | Емоджі Муві                                   | Номінація |